# Potato Sack

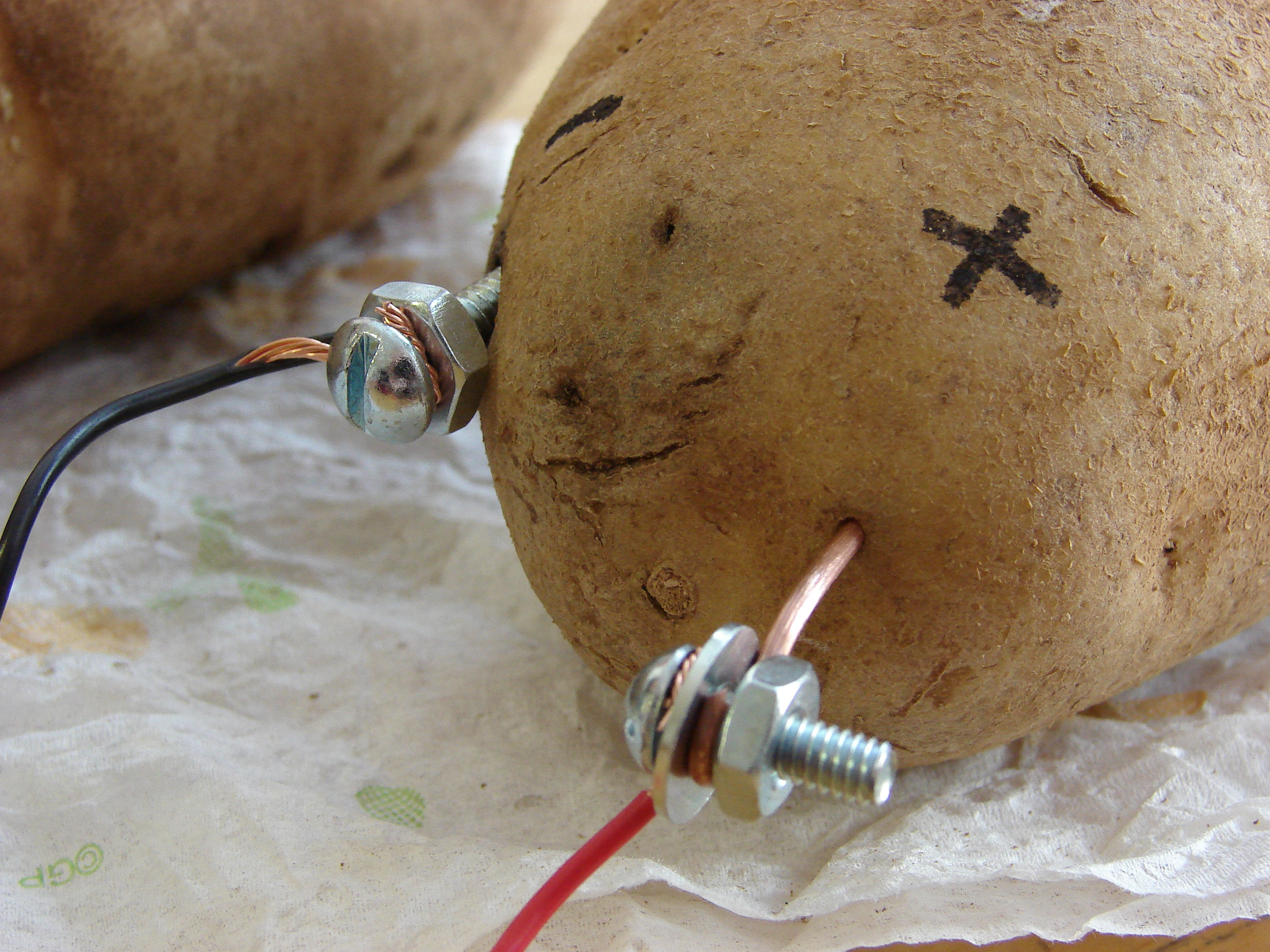
El ARG con temática de patatas reflejó una parte de la historia de Portal 2, donde el antagonista del juego (GLaDOS) funciona por una batería de patata.

El Potato Sack (en España Saco de Patatas) es el nombre de un juego de realidad alternativa (ARG) creado por Valve y los desarrolladores de trece videojuegos independientes para promocionar el lanzamiento de Portal 2, de Valve, en abril de 2011. El presidente de Valve, Gabe Newell, lo anunció como un «evento de diseño de juegos cruzado» en diciembre de 2010 y dio rienda suelta a los desarrolladores para diseñar el juego usando la propiedad intelectual de Portal de Valve. El juego, que requería que los jugadores encontrasen y resolvieran un número rompecabezas escondidos dentro de actualizaciones de los trece juegos, brindaba la oportunidad de desbloquear Portal 2 aproximadamente 10 horas antes de su lanzamiento. El ARG contenía una temática basada en patatas, debido a su importancia en Portal 2, ya que el módulo de personalidad de GLaDOS se ejecutan desde una batería de patata.

## Historia

### Lote del «Saco de Patatas»
El ARG comenzó de repente, sin ser anunciado con antelación, publicando un lote de juegos en Steam, llamado «Saco de Patatas» el 1 de abril de 2011, el cual contenía los juegos a un 75 % de su precio normal. A continuación se incluyen los juegos del Saco de Patatas, junto al desarrollador y su año de lanzamiento.
| Juego                                                           | Desarrollador                        | Año de lanzamiento |
| --------------------------------------------------------------- | ------------------------------------ | ------------------ |
| 1... 2... 3... KICK IT! (Drop That Beat Like an Ugly Baby)      | Dejobaan Games                       | 2011               |
| AaaaaAAaaaAAAaaAAAAaAAAAA!!! – A Reckless Disregard for Gravity | Dejobaan Games                       | 2009               |
| Amnesia: The Dark Descent                                       | Frictional Games                     | 2010               |
| Audiosurf                                                       | Invisible Handlebar                  | 2008               |
| The Ball                                                        | Teotl Studios / Tripwire Interactive | 2010               |
| Bit.Trip Beat                                                   | Gaijin Games                         | 2009               |
| Cogs                                                            | Lazy 8 Studios                       | 2009               |
| Defense Grid                                                    | Hidden Path Entertainment            | 2008               |
| Killing Floor                                                   | Tripwire Interactive                 | 2009               |
| RUSH                                                            | Two Tribes                           | 2010               |
| Super Meat Boy                                                  | Team Meat                            | 2010               |
| Toki Tori                                                       | Dos Tribus                           | 2010               |
| The Wonderful End of the World                                  | Dejobaan Games                       | 2009               |

### La primera actualización

En la primera fase, los jugadores encontraron frases sin sentido que contenían 16 consonantes, que llevaban a una cuadrícula 4x4 y finalmente a un mapa de bits de una letra, que más tarde combinado con otras letras formaba una contraseña completa.

Con la publicación del Saco de Patatas, los jugadores se encontraron que los juegos que lo conformaban habían recibido actualizaciones. La mayoría de ellos habían sufrido cambios instantáneos reemplazando o añadiendo patatas. Cuándo los jugadores empezaron investigar más en profundidad estas actualizaciones, descubrieron una serie de glifos, aquello les llevó a otros juegos y reunieron unas letras concretas, así como una frase sin sentido. Otras pistas eran menos directos, mediante servicios en línea como Twitter y YouTube. En el caso de Toki Tori, las secciones de niveles nuevos incluyeron código braille que hacía referencia a una latitud y coordenadas de longitud de la sede de Two Tribes. Un jugador, «Jake_R», viajó a Two Tribes, donde descubrió los glifos publicados fuera de la sede. Algunos desarrolladores de Two Tribes grabaron al jugador desde una peluquería de la calle. Más tarde usarían estas imágenes de él para dar otras pistas durante la segunda fase.

### La segunda actualización
El 7 de abril, cada uno de los juegos del Saco de Patatas recibió una segunda actualización importante. Los jugadores encontraron que por completar ciertas tareas en el juego, se les aparecían pantallas de inicio de sesión en la empresa de ficción Aperture Science en la interfaz de Steam.  Otras tareas y pistas les llevaban a las contraseñas que podían usar para estas pantallas de inicio de sesión en Aperture Scince. Aquí los jugadores podían acceder a archivos comprimidos de cuadros de Portal 2, incluyendo fotografías cercanas a Seattle (dónde Valve tiene su empresa) en sus composiciones alfa. Cada archivo incluía una porción de un archivo más grande protegido con contraseña; esta contraseña se había descubierto mediante los glifos de la primera fase. El archivo más grande contenía fotografías más alejadas de la zona de Seattle. Tras unir estos puntos y conectarlos por las instrucciones del rompecabezas, el mapa mostraba la palabra «Preludio». Además, los jugadores que lograron iniciar sesión en dichas pantallas recibieron un icono de una patata por cada pantalla accedida en su perfil de Steam.

### La tercera actualización

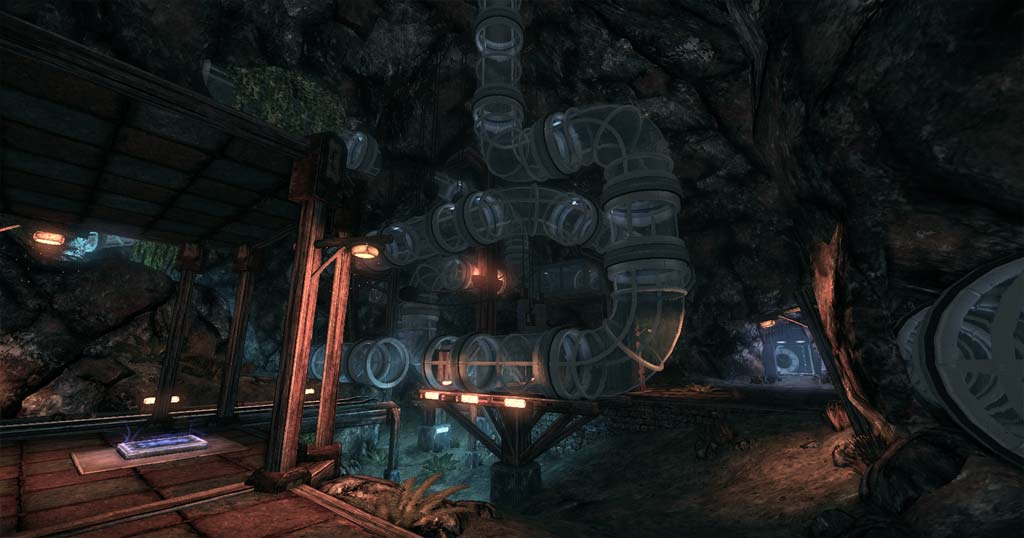
Para la tercera actualización, Teotl integró sus propios diseños de niveles inspirados en Mayan con temática de Portal para crear contenido adicional para The Ball.

El 12 de abril, se lanzó otra actualización para cada juego. Estas actualizaciones eran íntegramente con temática de Portal, como los niveles basados en Aperture Science de The Ball  Killing Floor. Una vez más, los jugadores tuvieron que  completar ciertas tareas, tendrían nuevas pantallas de Aperture Science, aunque cronometradas y con pistas mediante audio. Estas pistas se pudieron encontrar encontradas y se descubrió que se relacionaban  con las ubicaciones anteriormente descubiertas en Seattle. Al unir estos puntos, utilizando las ubicaciones compartidas por cada pista, los jugadores fueron enviados a un grupo de Steam con un solo miembro llamado «dinosaurio», una referencia a un ARG anterior que se utilizó para anunciar Portal 2. Las imágenes que contenía este perfil de usuario daban un código QR que redirigía a una web con una cuenta atrás que acabaría el 15 de abril de 2011. Los jugadores que primero descubriesen estas pistas de sonido recibirían una patata en su perfil de Steam. Se podían encontrar hasta 36 patatas: 35 dentro de los juegos y una en el grupo de Steam.

### Regreso
El 13 de junio de 2012, el lote del «Saco de Patatas» regresó brevemente a Steam bajo el nombre «Saco de Patatas (junio 2012)».

## Desarrollo
Valve había realizado un ARG la semana anterior para anunciar Portal 2, a principios de marzo de 2010. El ARG fue iniciado por un parche en Portal que dirigía a una secuencia de rompecabezas.

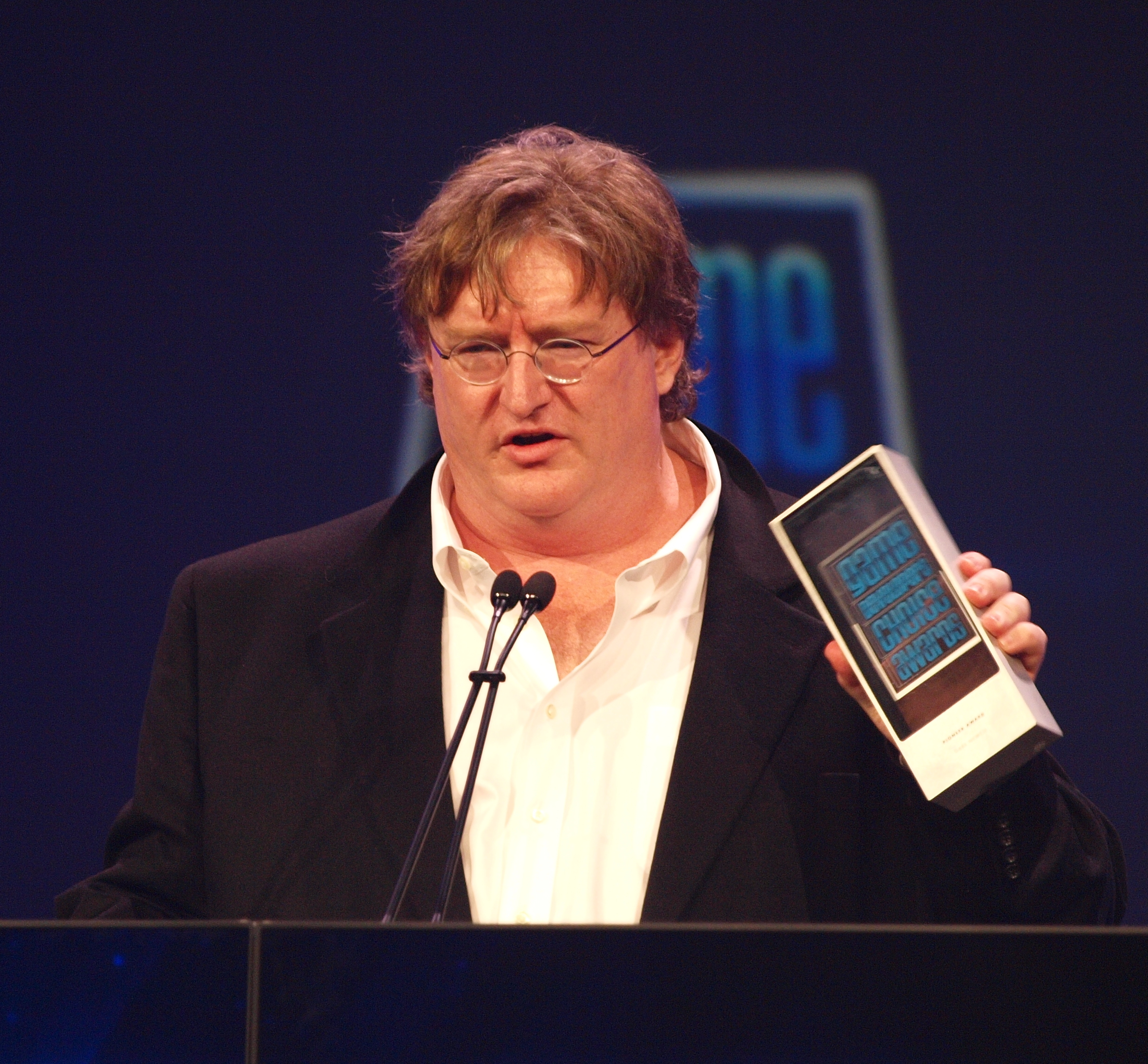
Gabe Newell, presidente de Valve, premiado por su ARG del Saco de Patatas.